# Смоленский государственный музей-заповедник
Смоленский государственный музей-заповедник — одно из крупнейших музейных объединений России, расположенное в Смоленске. В состав музея входят 12 экспозиционных отделов в Смоленске и 5 филиалов в области.

## Историяㅤ
Музейное объединение складывалось на базе трёх музеев: историко-археологического, историко-этнографического и естественно-исторического. Эти музеи были созданы в разное время и представляли разные формы организации музейной деятельности: при городской думе, на основе частной коллекции и при общественной организации.
- Старейшим из музеев является историко-археологический музей, открытый в июне 1888 года в подвальном помещении здания городской думы смоленским краеведом С. П. Писаревым, ставшим его первым заведующим. Открытие музея было приурочено ко времени пребывания в Смоленске Великого князя Владимира Александровича и его супруги Великой княгини Марии Павловны. В основу коллекции первого музея легли древние строительные материалы С. П. Писарева и собрание предметов старины историка В. И. Грачёва — первого хранителя музея. По решению городской думы в 1912 году музей был передан филиалу Московского археологического института. Деятельность музея прерывалась во время Первой мировой войны и событий, связанных с революцией 1917 года. Предметы коллекции хранились в ящиках для последующей их эвакуации, которая не состоялась[1].
- В июне 1898 года княгиней Марией Клавдиевной Тенишевой, известной общественной деятельницей, художницей, издательницей, меценаткой и коллекционером, в её имении Талашкино был открыт музей «Скрыня» с коллекцией предметов русской старины, ставший основой для будущего музея «Русская старина». В начале XX века, когда экспозиция музея требовала расширения площадей и был получен отказ смоленского губернатора на просьбу о передаче под музей Никольской башни крепостной стены, княгиня на подаренной ей земле возвела двухэтажное здание по проекту С. В. Малютина, куда в конце 1904 года и переехала коллекция. Ввиду опасений за сохранность экспонатов музея в период первой русской революции, коллекции были вывезены в Париж, и М. К. Тенишева после организованных там в 1907 году успешных выставок, получила признание за рубежом. В 1908 году музейное собрание вернулось в Россию, а в октябре 1909 года музей «Русская старина» вновь открылся для посетителей. Понимая важность собранных коллекций для науки, Тенишева решает передать их Русскому музею с условием их постоянного нахождения в Смоленске и, получив отказ, а также не приняв предложений из Таганрога, Екатеринбурга, Нью-Йорка, Парижа, в мае 1911 года подписывает акт о передаче музея «Русская старина» Московскому археологическому институту, имевшему филиал в Смоленске. 31 августа 1912 года, во время празднования 100-летия победы в Отечественной войне 1812 года, музей посетил Николай II со своей семьёй, после чего музей стал именоваться «Историко-этнографический музей Императорского Московского Археологического института имени императора Николая II, собранный княгиней М. К. Тенишевой в г. Смоленске». В 1915 году, при приближении военных действий Первой мировой войны, музей закрыли, а его коллекцию подготовили к эвакуации, которая так и не состоялась[2].
- Естественно-исторический музей был основан в 1908 году учеными-естественниками Г. Л. Граве, ставшим его хранителем, Я. Я. Алексеевым и другими членами «Общества изучения Смоленской губернии», за счет даров которых, в основном, и происходило комплектование музея. Музей, не имея своего постоянного помещения, часто менял свое местонахождение, используя помещения частных заведений и домов. При этом музей оставался единственным, не прекращавшим деятельность в годы Первой мировой войны и Октябрьской революции[1].

В апреле-июле 1920 года все музеи были объединены в единый губернский музей под руководством губернского музейного управления. В последующие годы неоднократно происходили изменения в названии объединения и его структуре. С 1999 года — Государственное учреждение культуры — Смоленский государственный музей-заповедник; с 2011 года — Областное государственное бюджетное учреждение культуры «Смоленский государственный музей-заповедник». ㅤㅤㅤㅤㅤㅤㅤㅤㅤㅤㅤㅤㅤㅤㅤㅤㅤㅤㅤㅤㅤㅤㅤㅤㅤㅤㅤㅤㅤㅤㅤㅤㅤㅤㅤㅤㅤㅤㅤㅤㅤ
В 2013 году музей-заповедник присоединился к международному проекту «Русский музей: виртуальный филиал», открыв в своих отделениях — Художественной галерее и Историческом музее — информационно-образовательный класс и мультимедийный кинотеатр, как своеобразный электронный аналог коллекции Русского музея.

## Коллекции
Коллекция составлена из предметов, поступивших в конце XIX века из историко-этнографического музея княгини М. К. Тенишевой и городского историко-археологического музея, (собрания С. П. Писарева, В. И. Грачева, И. Ф. Барщевского, Г. Л. Граве, Я. Я. Алексеева). Собрание пополнялось предметами и в начале XX века.
Фонды музея насчитывают свыше 600 тысяч предметов. Фондохранилища музея расположены в 4-х зданиях. В составе фондов музея выделено 14 коллекций: археология; живопись; графика; скульптура; декоративно-прикладное искусство и этнография; ткани; естественнонаучная коллекция; оружие и воинское снаряжение; нумизматика; мебель; фотографии, документы, редкая книга; предметы, содержащие драгоценные металлы.

## Филиалы

### Смоленск
- Смоленская художественная галерея
- Музей «Смоленский лён»
- Музей скульптуры С. Т. Конёнкова
- Исторический музей
- Музей «Смоленщина в годы Великой Отечественной войны»
- Музей «В мире сказки»
- Музей «Городская кузница XVII века»
- Музей-квартира «А. Т. Твардовский в Смоленске»

Смоленский район
- Историко-архитектурный комплекс «Теремок» и выставка в здании Храме Святого Духа, посвящённая его строительству, в Талашкино.

### Смоленская область
- Музей-усадьба М. И. Глинки.
- Дом-музей Н. М. Пржевальского.
- Музей партизанской славы.
- Дом-усадьба А. Т. Твардовского.
- Дом-музей М. А. Егорова.